# 卡伯尔霍斯特
卡伯尔霍斯特是德国石勒苏益格－荷尔斯泰因州的一个市镇。总面积5.74平方公里，总人口436人，其中男性177人，女性259人（2011年12月31日），人口密度76人/平方公里。